# Liga Argentina de Voleibol 2015-16
La Liga Argentina de vóley 2015-16, por motivos de patrocinio Liga Argentina BNA 2015/16, auspiciada por el Banco de la Nación Argentina también conocida como Serie A1 fue la vigésima edición del certamen profesional de máxima división de equipos de vóley en la Argentina. Comenzó en noviembre de 2015 y finalizó en abril de 2016.
A diferencia de la anterior que tuvo 10 equipos, esta contó con 11 elencos. Respecto la pasada temporada, Boca Río Uruguay Seguros se dio de baja por carecer de fondos. En su reemplazo aparece el ascendido Alianza de Jesús María, elenco que disputó las ligas entre 2003 y 2006. Además, se sumó PSM Vóley, que había participado en ligas anteriormente y con esta llega a las seis participaciones.
El campeón de esta edición fue UPCN San Juan Vóley, que venció en cinco partidos a Personal Bolívar y así alcanzó la marca de seis títulos, misma cantidad que el elenco subcampeón.
En esta temporada se disputó el set más largo en la historia de la liga. El primer set del partido del 4 de diciembre entre UPCN y UNTreF Vóley duró 46 minutos y terminó 45 a 43 para el equipo local.
Otro hecho destacable es la vuelta de Marcos Milinkovic al vóley, no como jugador, sino como entrenador del equipo UNTreF Vóley, haciendo así su primera participación como tal.

## Equipos participantes
| Club                          | Localidad                     | Estadio/s                   | 14-15            | P  | C |
| ----------------------------- | ----------------------------- | --------------------------- | ---------------- | -- | - |
| Alianza Jesús María-La Calera | Jesús María, Córdoba          | Club Alianza Club La Calera | —                | 5  | — |
| Ciudad Vóley                  | Ciudad de Buenos Aires        | Estadio Gorki Grana         | cuartos de final | 2  | — |
| Gigantes del Sur              | Neuquén, Neuquén              | Estadio Ruca Che            | cuartos de final | 10 | — |
| La Unión de Formosa           | Formosa, Formosa              | Estadio Cincuentenario      | cuartos de final | 9  | — |
| Lomas Vóley                   | Lomas de Zamora, Buenos Aires | Estadio Lomas de Zamora     | semifinales      | 2  | — |
| Obras de San Juan             | San Juan, San Juan            | Estadio Aldo Cantoni        | 10.°             | 15 | — |
| Personal Bolívar              | Bolívar, Buenos Aires         | República de Venezuela      | subcampeón       | 13 | 6 |
| Pilar Vóley                   | Pilar, Buenos Aires           | Poli. Coop. de Tortuguitas  | 9.°              | 1  | — |
| PSM Vóley                     | Puerto San Martín, Santa Fe   | Club Paraná                 | —                | 5  | — |
| UNTreF Vóley                  | Tres de Febrero, Buenos Aires | CEDEM N.° 2                 | cuartos de final | 3  | — |
| UPCN Vóley                    | San Juan, San Juan            | Estadio Aldo Cantoni        | campeón          | 8  | 5 |

### Relevo de plazas
Equipos entrantes
| Ascendido de la Serie A2 |
| ------------------------ |
| Alianza Jesús María      |

| Compra plaza |
| ------------ |
| PSM Vóley    |

Equipos salientes
| Se baja del torneo       |
| ------------------------ |
| Boca Río Uruguay Seguros |

## Modo de disputa
La temporada 2015-16 de la Liga Argentina está conformada por la liga propiamente dicha y varios torneos que se disputan, o antes de la misma, o en simultáneo. Entre los torneos se encuentran:
- Copa Máster

Disputada antes del comienzo de la temporada. Está integrada por cuatro equipos con formato de eliminatorias directas con disputa del tercer puesto.
- Copa ACLAV

Disputada antes del comienzo de la temporada. Está integrada por todos los equipos de la liga con formato de fase de grupos y eliminatorias para determinar al campeón.
- Torneo Pre Sudamericano

Disputado durante la temporada. Integrado por cuatro equipos con formato de eliminatorias directas con disputa del tercer puesto. Sirve para clasificar un equipo al torneo continental.
- Copa Desafío

Disputado durante la temporada. Integrado por cuatro equipos con formato de eliminatorias directas con disputa del tercer puesto.
- Copa Argentina

Disputado tras la temporada regular. Integrado por siete equipos, tres no clasificados a cuartos de final y cuatro perdedores de los mismos, con formato de grupos y con disputa de una final.
La Liga está integrada por todos los equipos, quienes se enfrentan todos contra todos dos veces, una como local y otra como visitante. Durante esta etapa, se puntúa a cada equipo sobre la base de sus resultados tal que:
3 puntos por victoria en tres o cuatro sets, 3 a 0 o 3 a 1.
2 puntos por victoria en cinco sets, 3 a 2.
1 punto por derrota en cinco sets, 2 a 3.
0 puntos por derrota en tres o cuatro sets, 0 a 3 o 1 a 3.
Tras esta etapa, los ocho equipos con mayor cantidad de puntos clasifican a los cuartos de final, donde se enfrentan el mejor ubicado con el peor ubicado, el segundo mejor ubicado con el segundo peor ubicado, y así. Los cuatro mejores equipos tienen ventaja de localía, es decir, disputan más partidos como local.
La primera eliminatoria es los "Cuartos de final", al mejor de tres partidos, con formato 1-1-1, jugando los primeros y terceros partidos en los estadios de los cuatro mejores ubicados. Los cuatro ganadores avanzan a las semifinales, al mejor de cinco partidos, con formato 2-2-1, siendo locales los mejores ubicados en los dos primeros partidos y el hipotético quinto encuentro. Los dos ganadores de semifinales disputan la final con el mismo formato que la etapa anterior, 2-2-1, siendo local más veces aquel equipo que quedó mejor ubicado en la fase regular. El ganador de la final se proclama campeón y clasifica a la copa internacional de año siguiente.

## Copa Máster
La Copa Máster, por motivos de patrocinio "Copa Máster 9 de Julio Banco Nación", la disputaron cuatro equipos, Personal Bolívar, Ciudad Vóley, UnTREF y Gigantes del Sur. Se disputó en el Estadio Ernesto Báncora de Nueve de Julio, provincia de Buenos Aires, el 18 y 19 de octubre.
Personal Bolívar ganó la final frente a Ciudad Vóley en cinco sets y logró el primer título de la temporada.
|  | Semifinales      | Semifinales      |   |                  | Final        | Final |  |
|  |                  |                  |   |                  |              |       |  |
|  |                  |                  |   |                  |              |       |  |
|  |                  |                  |   |                  |              |       |  |
|  | Ciudad Vóley     | 3                |   |                  |              |       |  |
|  | Gigantes del Sur | 0                |   |                  |              |       |  |
|  |                  |                  |   |                  |              |       |  |
|  |                  |                  |   |                  |              |       |  |
|  |                  |                  |   |                  | Ciudad Vóley | 2     |  |
|  |                  | Personal Bolívar | 3 |                  |              |       |  |
|  |                  |                  |   |                  |              |       |  |
|  |                  |                  |   |                  |              |       |  |
|  |                  |                  |   |                  | Tercer lugar |       |  |
|  |                  |                  |   |                  |              |       |  |
|  | Personal Bolívar | 3                |   | Gigantes del Sur | 2            |       |  |
|  | UNTreF Vóley     | 0                |   |                  | UNTreF Vóley | 3     |  |

Semifinales
| Fecha                | Local            | Resul | Visitante        | Set 1 | Set 2 | Set 3 | Set 4 | Set 5 |
| -------------------- | ---------------- | ----- | ---------------- | ----- | ----- | ----- | ----- | ----- |
| 18 de octubre, 19:30 | Ciudad Vóley     | 3 - 0 | Gigantes del Sur | 25-21 | 26-24 | 27-25 |       |       |
| 18 de octubre, 22:00 | Personal Bolívar | 3 - 0 | UNTreF Vóley     | 26-24 | 25-20 | 25-19 |       |       |

Tercer puesto
| Fecha                | Local            | Resul | Visitante    | Set 1 | Set 2 | Set 3 | Set 4 | Set 5 |
| -------------------- | ---------------- | ----- | ------------ | ----- | ----- | ----- | ----- | ----- |
| 19 de octubre, 19:00 | Gigantes del Sur | 2 - 3 | UNTreF Vóley | 25-19 | 25-15 | 23-25 | 23-25 | 12-15 |

Final
| Fecha                | Local            | Resul | Visitante    | Set 1 | Set 2 | Set 3 | Set 4 | Set 5 |
| -------------------- | ---------------- | ----- | ------------ | ----- | ----- | ----- | ----- | ----- |
| 19 de octubre, 22:00 | Pérsonal Bolívar | 3 - 2 | Ciudad Vóley | 25-17 | 22-25 | 18-25 | 25-18 | 15-10 |

## Copa ACLAV
La Copa ACLAV, por motivos de patrocinio "Copa ACLAV Río Uruguay Seguros", de esta temporada se disputó a partir del 26 de octubre y se jugó con tres grupos, dos de cuatro y uno de tres equipos. La fase final la disputaron UPCN San Juan Vóley, Personal Bolívar, Obras San Juan y Lomas Vóley, y fue el equipo de "los cóndores" el que se alzó con el título.

## Fase regular
| Pos. | Equipo                        | Partidos | Partidos | Partidos | Sets | Sets | Tantos | Tantos | Pts |
| Pos. | Equipo                        | PJ       | PG       | PP       | SG   | SP   | TG     | TP     | Pts |
| ---- | ----------------------------- | -------- | -------- | -------- | ---- | ---- | ------ | ------ | --- |
| 1.º  | UPCN San Juan                 | 20       | 19       | 1        | 57   | 18   | 1827   | 1602   | 51  |
| 2.º  | Lomas Vóley                   | 20       | 15       | 5        | 52   | 29   | 1893   | 1726   | 44  |
| 3.º  | Personal Bolívar              | 20       | 15       | 5        | 49   | 24   | 1721   | 1545   | 43  |
| 4.º  | Obras de San Juan             | 20       | 13       | 7        | 50   | 30   | 1874   | 1781   | 42  |
| 5.º  | La Unión de Formosa           | 20       | 11       | 9        | 40   | 33   | 1708   | 1638   | 35  |
| 6.º  | Gigantes del Sur              | 20       | 10       | 10       | 40   | 39   | 1766   | 1776   | 30  |
| 7.º  | Ciudad Vóley                  | 20       | 9        | 11       | 36   | 41   | 1686   | 1717   | 29  |
| 8.º  | PSM Vóley                     | 20       | 5        | 15       | 30   | 49   | 1743   | 1805   | 16  |
| 9.º  | UNTreF Vóley                  | 20       | 5        | 15       | 25   | 52   | 1697   | 1828   | 15  |
| 10.º | Alianza Jesús María-La Calera | 20       | 4        | 16       | 23   | 52   | 1599   | 1770   | 13  |
| 11.º | Pilar Vóley                   | 20       | 4        | 16       | 19   | 53   | 1407   | 1733   | 12  |

|  |                                  |
|  | Clasificados a cuartos de final. |

### Resultados
| Weekend 1       | Weekend 1        | Weekend 1 | Weekend 1    | Weekend 1          | Weekend 1 | Weekend 1 | Weekend 1 | Weekend 1 | Weekend 1 |
| Fecha           | Local            | Resul     | Visitante    | Estadio            | Set 1     | Set 2     | Set 3     | Set 4     | Set 5     |
| --------------- | ---------------- | --------- | ------------ | ------------------ | --------- | --------- | --------- | --------- | --------- |
| 19 de noviembre | UNTreF Vóley     | 3 - 1     | PSM Vóley    | CEDEM N.º 2        | 25-18     | 21-25     | 31-29     | 25-21     |           |
| 20 de noviembre | Obras San Juan   | 2 - 3     | Ciudad Vóley | Aldo Cantoni       | 22-25     | 25-23     | 25-19     | 23-25     | 16-18     |
| 21 de noviembre | Obras San Juan   | 3 - 0     | Pilar Vóley  | Aldo Cantoni       | 25-13     | 25-20     | 25-19     |           |           |
| 21 de noviembre | Personal Bolívar | 3 - 2     | La Unión (F) | Rep. de Venezuela  | 26-24     | 22-25     | 25-15     | 20-25     | 15-7      |
| 21 de noviembre | UPCN San Juan    | 3 - 2     | Ciudad Vóley | Aldo Cantoni       | 17-25     | 26-28     | 25-17     | 25-11     | 15-13     |
| 21 de noviembre | Lomas Vóley      | 3 - 2     | PSM Vóley    | Microestadio Lomas | 25-22     | 25-21     | 23-25     | 23-25     | 17-15     |
| 21 de noviembre | UNTreF Vóley     | 0 - 3     | Alianza (JM) | Microestadio Lomas | 22-25     | 20-25     | 23-25     |           |           |
| 23 de noviembre | Lomas Vóley      | 3 - 1     | Alianza (JM) | Microestadio Lomas | 21-25     | 25-23     | 25-22     | 25-15     |           |
| 23 de noviembre | Gigantes del Sur | 3 - 0     | La Unión (F) | Ruca Che           | 25-19     | 25-23     | 25-22     |           |           |
| 23 de noviembre | UPCN San Juan    | 3 - 0     | Pilar Vóley  | Aldo Cantoni       | 25-10     | 25-17     | 25-13     |           |           |

| Weekend 2       | Weekend 2        | Weekend 2 | Weekend 2     | Weekend 2          | Weekend 2 | Weekend 2 | Weekend 2 | Weekend 2 | Weekend 2 |
| Fecha           | Local            | Resul     | Visitante     | Estadio            | Set 1     | Set 2     | Set 3     | Set 4     | Set 5     |
| --------------- | ---------------- | --------- | ------------- | ------------------ | --------- | --------- | --------- | --------- | --------- |
| 26 de noviembre | Lomas Vóley      | 3 - 2     | La Unión (F)  | Microestadio Lomas | 25-23     | 19-25     | 25-23     | 21-25     | 18-16     |
| 26 de noviembre | Alianza (JM)     | 0 - 3     | Ciudad Vóley  | Alianza            | 20-25     | 23-25     | 23-25     |           |           |
| 26 de noviembre | Gigantes del Sur | 1 - 3     | Obras (SJ)    | Ruca Che           | 29-31     | 21-25     | 25-21     | 19-25     |           |
| 26 de noviembre | PSM Vóley        | 1 - 3     | Pilar Vóley   | Club Paraná        | 17-25     | 25-19     | 19-25     | 18-25     |           |
| 28 de noviembre | UNTreF Vóley     | 0 - 3     | La Unión (F)  | CEDEM N.° 2        | 22-25     | 22-25     | 15-25     |           |           |
| 28 de noviembre | Personal Bolívar | 3 - 0     | Obras (SJ)    | Rep. de Venezuela  | 25-23     | 25-22     | 25-23     |           |           |
| 28 de noviembre | Alianza (JM)     | 2 - 3     | Pilar Vóley   | Club La Calera     | 22-25     | 23-25     | 25-20     | 25-21     | 14-16     |
| 28 de noviembre | Gigantes del Sur | 0 - 3     | UPCN San Juan | Ruca Che           | 16-25     | 14-25     | 17-25     |           |           |
| 28 de noviembre | PSM Vóley        | 1 - 3     | Ciudad Vóley  | Club Paraná        | 25-19     | 20-25     | 29-31     | 19-25     |           |
| 30 de noviembre | Personal Bolívar | 0 - 3     | UPCN San Juan | Rep. de Venezuela  | 18-25     | 18-25     | 20-25     |           |           |

| Weekend 3      | Weekend 3     | Weekend 3 | Weekend 3        | Weekend 3            | Weekend 3 | Weekend 3 | Weekend 3 | Weekend 3 | Weekend 3 |
| Fecha          | Local         | Resul     | Visitante        | Estadio              | Set 1     | Set 2     | Set 3     | Set 4     | Set 5     |
| -------------- | ------------- | --------- | ---------------- | -------------------- | --------- | --------- | --------- | --------- | --------- |
| 3 de diciembre | Pilar Vóley   | 1 - 3     | Personal Bolívar | Poli. de Tortuguitas | 25-22     | 21-25     | 20-25     | 19-25     |           |
| 3 de diciembre | La Unión (F)  | 3 - 1     | Alianza (JM)     | Cincuentenario       | 25-20     | 25-20     | 22-25     | 25-19     |           |
| 3 de diciembre | UPCN San Juan | 3 - 0     | Lomas Vóley      | Aldo Cantoni         | 25-23     | 25-21     | 25-18     |           |           |
| 4 de diciembre | UPCN San Juan | 3 - 0     | UNTreF Vóley     | Aldo Cantoni         | 45-43     | 25-19     | 25-18     |           |           |
| 5 de diciembre | Ciudad Vóley  | 3 - 0     | Personal Bolívar | Gorki Grana          | 25-22     | 25-17     | 25-17     |           |           |
| 5 de diciembre | Obras (SJ)    | 2 - 3     | Lomas Vóley      | Aldo Cantoni         | 29-27     | 24-26     | 25-21     | 20-25     | 13-15     |
| 5 de diciembre | Pilar Vóley   | 1 - 3     | Gigantes del Sur | Poli. de Tortuguitas | 18-25     | 23-25     | 27-25     | 19-25     |           |
| 5 de diciembre | La Unión (F)  | 3 - 1     | PSM Vóley        | Cincuentenario       | 25-21     | 19-25     | 25-20     | 25-23     |           |
| 6 de diciembre | Obras (SJ)    | 3 - 0     | UNTreF Vóley     | Aldo Cantoni         | 25-20     | 25-17     | 26-24     |           |           |
| 7 de diciembre | Ciudad Vóley  | 3 - 0     | Gigantes del Sur | Gorki Grana          | 25-22     | 25-17     | 25-17     |           |           |

| Weekend 4       | Weekend 4    | Weekend 4 | Weekend 4        | Weekend 4          | Weekend 4 | Weekend 4 | Weekend 4 | Weekend 4 | Weekend 4 |
| Fecha           | Local        | Resul     | Visitante        | Estadio            | Set 1     | Set 2     | Set 3     | Set 4     | Set 5     |
| --------------- | ------------ | --------- | ---------------- | ------------------ | --------- | --------- | --------- | --------- | --------- |
| 10 de diciembre | UNTreF Vóley | 3 - 2     | Gigantes del Sur | CEDEM N.° 2        | 23-25     | 25-23     | 11-25     | 25-23     | 15-8      |
| 10 de diciembre | Alianza (JM) | 0 - 3     | UPCN San Juan    | Club La Calera     | 18-25     | 18-25     | 20-25     |           |           |
| 10 de diciembre | La Unión (F) | 3 - 2     | Ciudad Vóley     | Cincuentenario     | 28-26     | 17-25     | 23-25     | 25-19     | 15-9      |
| 10 de diciembre | PSM Vóley    | 3 - 2     | Obras (SJ)       | Club Paraná        | 25-17     | 25-13     | 23-25     | 24-26     | 15-13     |
| 12 de diciembre | Lomas Vóley  | 3 - 2     | Gigantes del Sur | Microestadio Lomas | 21-25     | 15-25     | 25-20     | 25-20     | 15-13     |
| 12 de diciembre | UNTreF Vóley | 1 - 3     | Personal Bolívar | Microestadio Lomas | 23-25     | 22-25     | 27-25     | 21-25     |           |
| 12 de diciembre | Alianza (JM) | 2 - 3     | Obras (SJ)       | Alianza            | 33-31     | 21-25     | 21-25     | 25-20     | 11-15     |
| 12 de diciembre | La Unión (F) | 3 - 1     | Pilar Vóley      | Cincuentenario     | 25-18     | 23-25     | 25-21     | 25-16     |           |
| 12 de diciembre | PSM Vóley    | 2 - 3     | UPCN San Juan    | Club Paraná        | 25-21     | 23-25     | 25-21     | 20-25     | 11-15     |
| 14 de diciembre | Lomas Vóley  | 3 - 1     | Personal Bolívar | Microestadio Lomas | 25-22     | 17-25     | 25-10     | 25-21     |           |

| Weekend 5       | Weekend 5        | Weekend 5 | Weekend 5    | Weekend 5            | Weekend 5 | Weekend 5 | Weekend 5 | Weekend 5 | Weekend 5 |
| Fecha           | Local            | Resul     | Visitante    | Estadio              | Set 1     | Set 2     | Set 3     | Set 4     | Set 5     |
| --------------- | ---------------- | --------- | ------------ | -------------------- | --------- | --------- | --------- | --------- | --------- |
| 17 de diciembre | Ciudad Vóley     | 3 - 2     | Lomas Vóley  | Gorki Grana          | 25-20     | 20-25     | 24-26     | 25-19     | 16-14     |
| 17 de diciembre | Personal Bolívar | 3 - 0     | Alianza (JM) | Rep. de Venezuela    | 25-16     | 27-25     | 25-16     |           |           |
| 17 de diciembre | Gigantes del Sur | 3 - 0     | PSM Vóley    | Ruca Che             | 25-23     | 25-20     | 25-23     |           |           |
| 17 de diciembre | UPCN San Juan    | 3 - 0     | La Unión (F) | Aldo Cantoni         | 44-42     | 25-22     | 25-23     |           |           |
| 19 de diciembre | Ciudad Vóley     | 3 - 1     | UNTreF Vóley | Gorki Grana          | 25-21     | 26-24     | 26-28     | 25-16     |           |
| 19 de diciembre | Personal Bolívar | 3 - 1     | PSM Vóley    | Rep. de Venezuela    | 26-24     | 24-26     | 25-13     | 25-15     |           |
| 19 de diciembre | Obras (SJ)       | 3 - 0     | La Unión (F) | Aldo Cantoni         | 25-16     | 29-27     | 25-20     |           |           |
| 19 de diciembre | Pilar Vóley      | 0 - 3     | Lomas Vóley  | Poli. de Tortuguitas | 0-25      | 0-25      | 0-25      |           |           |
| 19 de diciembre | Gigantes del Sur | 3 - 1     | Alianza (JM) | Ruca Che             | 25-20     | 25-20     | 27-29     | 25-23     |           |
| 21 de diciembre | Pilar Vóley      | 3 - 1     | UNTreF Vóley | Poli. de Tortuguitas | 25-20     | 35-33     | 18-25     | 25-23     |           |

| Weekend 6       | Weekend 6        | Weekend 6 | Weekend 6        | Weekend 6          | Weekend 6 | Weekend 6 | Weekend 6 | Weekend 6 | Weekend 6 |
| Fecha           | Local            | Resul     | Visitante        | Estadio            | Set 1     | Set 2     | Set 3     | Set 4     | Set 5     |
| --------------- | ---------------- | --------- | ---------------- | ------------------ | --------- | --------- | --------- | --------- | --------- |
| 21 de diciembre | UPCN San Juan    | 3 - 1     | Obras (SJ)       | Aldo Cantoni       | 25-18     | 25-19     | 20-25     | 25-20     |           |
| 9 de enero      | Lomas Vóley      | 3 - 1     | UNTreF Vóley     | Microestadio Lomas | 25-15     | 23-25     | 25-16     | 25-19     |           |
| 9 de enero      | Ciudad Vóley     | 3 - 1     | Pilar Vóley      | Gorki Grana        | 23-25     | 25-16     | 25-14     | 25-22     |           |
| 9 de enero      | Personal Bolívar | 3 - 1     | Gigantes del Sur | Rep. de Venezuela  | 27-29     | 25-22     | 25-17     | 25-19     | -         |
| 9 de enero      | Alianza (JM)     | 3 - 0     | PSM Vóley        | Alianza            | 27-25     | 27-25     | 25-22     |           |           |

| Weekend 7   | Weekend 7        | Weekend 7 | Weekend 7        | Weekend 7            | Weekend 7 | Weekend 7 | Weekend 7 | Weekend 7 | Weekend 7 |
| Fecha       | Local            | Resul     | Visitante        | Estadio              | Set 1     | Set 2     | Set 3     | Set 4     | Set 5     |
| ----------- | ---------------- | --------- | ---------------- | -------------------- | --------- | --------- | --------- | --------- | --------- |
| 11 de enero | UNTreF Vóley     | 0 - 3     | Lomas Vóley      | CEDEM N.° 2          | 26-28     | 20-25     | 20-25     |           |           |
| 11 de enero | Pilar Vóley      | 0 - 3     | Ciudad Vóley     | Poli. de Tortuguitas | 23-25     | 17-25     | 22-25     |           |           |
| 11 de enero | Gigantes del Sur | 1 - 3     | Personal Bolívar | Ruca Che             | 15-25     | 18-25     | 25-20     | 21-25     |           |
| 11 de enero | PSM Vóley        | 3 - 0     | Alianza (JM)     | Club Paraná          | 25-21     | 25-17     | 25-13     |           |           |
| 20 de enero | Obras (SJ)       | 2 - 3     | UPCN San Juan    | Aldo Cantoni         | 25-22     | 28-30     | 29-27     | 34-36     | 12-15     |

| Weekend 8   | Weekend 8        | Weekend 8 | Weekend 8     | Weekend 8            | Weekend 8 | Weekend 8 | Weekend 8 | Weekend 8 | Weekend 8 |
| Fecha       | Local            | Resul     | Visitante     | Estadio              | Set 1     | Set 2     | Set 3     | Set 4     | Set 5     |
| ----------- | ---------------- | --------- | ------------- | -------------------- | --------- | --------- | --------- | --------- | --------- |
| 14 de enero | Ciudad Vóley     | 3 - 1     | Alianza (JM)  | Gorki Grana          | 25-20     | 25-20     | 19-25     | 25-20     |           |
| 14 de enero | La Unión (F)     | 3 - 0     | UPCN San Juan | Cincuentenario       | 25-21     | 29-27     | 25-19     |           |           |
| 14 de enero | Gigantes del Sur | 0 - 3     | Lomas Vóley   | Ruca Che             | 23-25     | 21-25     | 25-27     |           |           |
| 16 de enero | Ciudad Vóley     | 0 - 3     | PSM Vóley     | Gorki Grana          | 20-25     | 20-25     | 18-25     |           |           |
| 16 de enero | Gigantes del Sur | 3 - 2     | UNTreF Vóley  | Ruca Che             | 25-18     | 20-25     | 20-25     | 27-25     | 15-10     |
| 16 de enero | Personal Bolívar | 1 - 3     | Lomas Vóley   | Rep. de Venezuela    | 26-28     | 25-22     | 24-26     | 22-25     |           |
| 16 de enero | La Unión (F)     | 0 - 3     | Obras (SJ)    | Cincuentenario       | 21-25     | 22-25     | 23-25     |           |           |
| 16 de enero | Pilar Vóley      | 3 - 1     | Alianza (JM)  | Poli. de Tortuguitas | 25-22     | 15-25     | 26-24     | 25-21     |           |
| 17 de enero | Pilar Vóley      | 0 - 3     | PSM Vóley     | Poli. de Tortuguitas | 22-25     | 18-25     | 19-25     |           |           |
| 18 de enero | Personal Bolívar | 3 - 0     | UNTreF Vóley  | Rep. de Venezuela    | 26-24     | 25-22     | 25-22     |           |           |

| Disputa del "torneo pre sudamericano" y "copa desafío". |
| ------------------------------------------------------- |

| Weekend 9   | Weekend 9     | Weekend 9 | Weekend 9        | Weekend 9          | Weekend 9 | Weekend 9 | Weekend 9 | Weekend 9 | Weekend 9 |
| Fecha       | Local         | Resul     | Visitante        | Estadio            | Set 1     | Set 2     | Set 3     | Set 4     | Set 5     |
| ----------- | ------------- | --------- | ---------------- | ------------------ | --------- | --------- | --------- | --------- | --------- |
| 28 de enero | Lomas Vóley   | 3 - 0     | Ciudad Vóley     | Microestadio Lomas | 25-19     | 25-14     | 25-20     |           |           |
| 28 de enero | UNTreF Vóley  | 3 - 2     | Pilar Vóley      | CEDEM N.° 2        | 21-25     | 25-23     | 26-24     | 24-26     | 15-13     |
| 28 de enero | Alianza (JM)  | 0 - 3     | La Unión (F)     | Club Alianza       | 17-25     | 19-25     | 17-25     |           |           |
| 28 de enero | UPCN San Juan | 3 - 1     | Personal Bolívar | Aldo Cantoni       | 18-25     | 25-20     | 25-23     | 25-21     |           |
| 29 de enero | UPCN San Juan | 3 - 1     | Gigantes del Sur | Aldo Cantoni       | 26-24     | 14-25     | 25-21     | 25-22     |           |
| 30 de enero | Lomas Vóley   | 3 - 0     | Pilar Vóley      | Microestadio Lomas | 26-24     | 25-20     | 25-18     |           |           |
| 30 de enero | UNTreF Vóley  | 3 - 1     | Ciudad Vóley     | CEDEM N.° 2        | 21-25     | 25-23     | 25-20     | 25-14     |           |
| 30 de enero | Obras (SJ)    | 3 - 1     | Personal Bolívar | Aldo Cantoni       | 26-24     | 14-25     | 25-21     | 25-22     |           |
| 30 de enero | PSM Vóley     | 1 - 3     | La Unión (F)     | Club Paraná        | 25-23     | 26-28     | 22-25     | 23-25     |           |
| 31 de enero | Obras (SJ)    | 2 - 3     | Gigantes del Sur | Aldo Cantoni       | 25-23     | 25-27     | 22-25     | 25-19     | 12-15     |

| Weekend 10   | Weekend 10   | Weekend 10 | Weekend 10       | Weekend 10           | Weekend 10 | Weekend 10 | Weekend 10 | Weekend 10 | Weekend 10 |
| Fecha        | Local        | Resul      | Visitante        | Estadio              | Set 1      | Set 2      | Set 3      | Set 4      | Set 5      |
| ------------ | ------------ | ---------- | ---------------- | -------------------- | ---------- | ---------- | ---------- | ---------- | ---------- |
| 4 de febrero | Lomas Vóley  | 2 - 3      | UPCN San Juan    | Microestadio Lomas   | 25-21      | 24-26      | 22-25      | 32-30      | 12-15      |
| 4 de febrero | UNTreF Vóley | 1 - 3      | Obras (SJ)       | CEDEM N.° 2          | 34-32      | 20-25      | 19-25      | 19-25      |            |
| 4 de febrero | Ciudad Vóley | 0 - 3      | La Unión (F)     | Gorki Grana          | 20-25      | 22-25      | 23-25      |            |            |
| 4 de febrero | Alianza (JM) | 0 - 3      | Personal Bolívar | Club Alianza         | 16-25      | 17-25      | 22-25      |            |            |
| 4 de febrero | PSM Vóley    | 3 - 2      | Gigantes del Sur | Club Paraná          | 25-23      | 17-25      | 25-23      | 23-25      | 15-10      |
| 6 de febrero | Lomas Vóley  | 1 - 3      | Obras (SJ)       | Microestadio Lomas   | 18-25      | 25-23      | 31-33      | 23-25      |            |
| 6 de febrero | UNTreF Vóley | 0 - 3      | UPCN San Juan    | CEDEM N.° 2          | 22-25      | 21-25      | 22-25      |            |            |
| 6 de febrero | Alianza (JM) | 0 - 3      | Gigantes del Sur | Club La Calera       | 20-25      | 25-27      | 23-25      |            |            |
| 6 de febrero | Pilar Vóley  | 0 - 3      | La Unión (F)     | Poli. de Tortuguitas | 14-25      | 20-25      | 18-25      |            |            |
| 6 de febrero | PSM Vóley    | 0 - 3      | Personal Bolívar | Club Paraná          | 19-25      | 17-25      | 21-25      |            |            |

| Weekend 11    | Weekend 11       | Weekend 11 | Weekend 11   | Weekend 11        | Weekend 11 | Weekend 11 | Weekend 11 | Weekend 11 | Weekend 11 |
| Fecha         | Local            | Resul      | Visitante    | Estadio           | Set 1      | Set 2      | Set 3      | Set 4      | Set 5      |
| ------------- | ---------------- | ---------- | ------------ | ----------------- | ---------- | ---------- | ---------- | ---------- | ---------- |
| 11 de febrero | Personal Bolívar | 3 - 0      | Ciudad Vóley | Rep. de Venezuela | 25-18      | 25-19      | 27-25      |            |            |
| 11 de febrero | La Unión (F)     | 1 - 3      | Lomas Vóley  | Cincuentenario    | 24-26      | 24-26      | 26-24      | 26-28      |            |
| 11 de febrero | Gigantes del Sur | 3 - 1      | Pilar Vóley  | Ruca Che          | 25-15      | 21-25      | 25-22      | 25-17      |            |
| 11 de febrero | UPCN San Juan    | 3 - 2      | Alianza (JM) | Aldo Cantoni      | 19-25      | 28-26      | 25-16      | 22-25      | 15-11      |
| 12 de febrero | UPCN San Juan    | 3 - 2      | PSM Vóley    | Aldo Cantoni      | 25-19      | 23-25      | 21-25      | 25-23      | 15-12      |
| 12 de febrero | Personal Bolívar | 3 - 0      | Pilar Vóley  | Rep. de Venezuela | 25-16      | 25-19      | 25-20      |            |            |
| 13 de febrero | Obras (SJ)       | 3 - 0      | Alianza (JM) | Aldo Cantoni      | 25-22      | 25-19      | 25-21      |            |            |
| 13 de febrero | Gigantes del Sur | 3 - 2      | Ciudad Vóley | Ruca Che          | 20-25      | 25-23      | 25-21      | 22-25      | 16-14      |
| 14 de febrero | Obras (SJ)       | 3 - 1      | PSM Vóley    | Aldo Cantoni      | 25-23      | 25-23      | 21-25      | 25-17      |            |
| 18 de febrero | La Unión (F)     | 3 - 0      | UNTreF Vóley | Cincuentenario    | 25-22      | 30-28      | 25-20      |            |            |

| Disputa del Campeonato Sudamericano de Clubes 2016. |
| --------------------------------------------------- |

| Weekend 12    | Weekend 12   | Weekend 12 | Weekend 12       | Weekend 12           | Weekend 12 | Weekend 12 | Weekend 12 | Weekend 12 | Weekend 12 |
| Fecha         | Local        | Resul      | Visitante        | Estadio              | Set 1      | Set 2      | Set 3      | Set 4      | Set 5      |
| ------------- | ------------ | ---------- | ---------------- | -------------------- | ---------- | ---------- | ---------- | ---------- | ---------- |
| 25 de febrero | Ciudad Vóley | 0 - 3      | UPCN San Juan    | Gorki Grana          | 18-25      | 23-25      | 18-25      |            |            |
| 25 de febrero | Alianza (JM) | 3 - 2      | Lomas Vóley      | Club La Calera       | 23-25      | 22-25      | 26-24      | 25-23      | 15-13      |
| 25 de febrero | PSM Vóley    | 1 - 3      | UNTreF Vóley     | Club Paraná          | 25-20      | 22-25      | 19-25      | 20-25      |            |
| 25 de febrero | La Unión (F) | 2 - 3      | Personal Bolívar | Cincuentenario       | 20-25      | 25-17      | 25-17      | 17-25      | 9-15       |
| 25 de febrero | Pilar Vóley  | 0 - 3      | Obras (SJ)       | Poli. de Tortuguitas | 15-25      | 20-25      | 19-25      |            |            |
| 27 de febrero | Ciudad Vóley | 2 - 3      | Obras (SJ)       | Gorki Grana          | 17-25      | 25-13      | 25-18      | 21-25      | 16-18      |
| 27 de febrero | Alianza (JM) | 3 - 2      | UNTreF Vóley     | Club Alianza         | 23-25      | 25-23      | 25-22      | 17-25      | 15-12      |
| 27 de febrero | Pilar Vóley  | 0 - 3      | UPCN San Juan    | Poli. de Tortuguitas | 16-25      | 24-26      | 17-25      |            |            |
| 27 de febrero | La Unión (F) | 0 - 3      | Gigantes del Sur | Cincuentenario       | 23-25      | 19-25      | 25-27      |            |            |
| 27 de febrero | PSM Vóley    | 1 - 3      | Lomas Vóley      | Club Paraná          | 22-25      | 25-21      | 17-25      | 24-26      |            |

## Segunda fase, play-offs
|  | Cuartos de final | Cuartos de final    | Cuartos de final |                  |     | Semifinales   | Semifinales | Semifinales |  |     | Final         | Final | Final |  |
|  |                  |                     |                  |                  |     |               |             |             |  |     |               |       |       |  |
|  |                  |                     |                  |                  |     |               |             |             |  |     |               |       |       |  |
|  | 1.°              | UPCN San Juan       | 2                |                  |     |               |             |             |  |     |               |       |       |  |
|  | 1.°              | UPCN San Juan       | 2                |                  |     |               |             |             |  |     |               |       |       |  |
|  | 8.°              | PSM Vóley           | 0                |                  |     |               |             |             |  |     |               |       |       |  |
|  | 8.°              | PSM Vóley           | 0                |                  | 1.° | UPCN San Juan | 3           |             |  |     |               |       |       |  |
|  |                  |                     |                  |                  | 1.° | UPCN San Juan | 3           |             |  |     |               |       |       |  |
|  |                  |                     | 4.°              | Obras (San Juan) | 0   |               |             |             |  |     |               |       |       |  |
|  | 4.°              | Obras (San Juan)    | 4.°              | Obras (San Juan) | 0   | 2             |             |             |  |     |               |       |       |  |
|  | 4.°              | Obras (San Juan)    |                  |                  |     |               |             |             |  |     |               |       |       |  |
|  | 5.°              | La Unión de Formosa | 0                |                  |     |               |             |             |  |     |               |       |       |  |
|  | 5.°              | La Unión de Formosa | 0                |                  |     |               |             |             |  | 1.° | UPCN San Juan | 3     |       |  |
|  |                  |                     |                  |                  |     |               |             |             |  | 1.° | UPCN San Juan | 3     |       |  |
|  |                  |                     | 3.°              | Personal Bolívar | 2   |               |             |             |  |     |               |       |       |  |
|  | 2.°              | Lomas Vóley         | 3.°              | Personal Bolívar | 2   | 2             |             |             |  |     |               |       |       |  |
|  | 2.°              | Lomas Vóley         |                  |                  |     |               |             |             |  |     |               |       |       |  |
|  | 7.°              | Ciudad Vóley        | 0                |                  |     |               |             |             |  |     |               |       |       |  |
|  | 7.°              | Ciudad Vóley        | 0                |                  | 2.° | Lomas Vóley   | 0           |             |  |     |               |       |       |  |
|  |                  |                     |                  |                  | 2.° | Lomas Vóley   | 0           |             |  |     |               |       |       |  |
|  |                  |                     | 3.°              | Personal Bolívar | 3   |               |             |             |  |     |               |       |       |  |
|  | 3.°              | Personal Bolívar    | 3.°              | Personal Bolívar | 3   | 2             |             |             |  |     |               |       |       |  |
|  | 3.°              | Personal Bolívar    |                  |                  |     |               |             |             |  |     |               |       |       |  |
|  | 6.°              | Gigantes del Sur    | 0                |                  |     |               |             |             |  |     |               |       |       |  |
|  | 6.°              | Gigantes del Sur    | 0                |                  |     |               |             |             |  |     |               |       |       |  |
|  |                  |                     |                  |                  |     |               |             |             |  |     |               |       |       |  |

El equipo que figura en la primera línea es quien obtuvo la ventaja de localía.
El resultado que figura al lado de cada equipo es la sumatoria de partidos ganados.

### Cuartos de final
| Fecha      | Local         | Resul | Visitante     | Estadio      | Set 1 | Set 2 | Set 3 | Set 4 | Set 5 |
| ---------- | ------------- | ----- | ------------- | ------------ | ----- | ----- | ----- | ----- | ----- |
| 4 de marzo | UPCN San Juan | 3 - 1 | PSM Vóley     | Aldo Cantoni | 25-15 | 23-25 | 28-26 | 25-18 |       |
| 8 de marzo | PSM Vóley     | 2 - 3 | UPCN San Juan | Club Paraná  | 25-19 | 17-25 | 22-25 | 26-24 | 12-16 |

| Fecha      | Local        | Resul | Visitante    | Estadio        | Set 1 | Set 2 | Set 3 | Set 4 | Set 5 |
| ---------- | ------------ | ----- | ------------ | -------------- | ----- | ----- | ----- | ----- | ----- |
| 3 de marzo | Obras (SJ)   | 3 - 0 | La Unión (F) | Aldo Cantoni   | 25-22 | 25-15 | 25-23 |       |       |
| 7 de marzo | La Unión (F) | 0 - 3 | Obras (SJ)   | Cincuentenario | 19-25 | 22-25 | 19-25 |       |       |

| Fecha      | Local        | Resul | Visitante    | Estadio              | Set 1 | Set 2 | Set 3 | Set 4 | Set 5 |
| ---------- | ------------ | ----- | ------------ | -------------------- | ----- | ----- | ----- | ----- | ----- |
| 3 de marzo | Lomas Vóley  | 3 - 1 | Ciudad Vóley | Microestadio Lomas   | 29-27 | 25-21 | 18-25 | 25-21 |       |
| 7 de marzo | Ciudad Vóley | 0 - 3 | Lomas Vóley  | Polidep. Gorki Grana | 22-25 | 20-25 | 25-27 |       |       |

| Fecha      | Local            | Resul | Visitante        | Estadio           | Set 1 | Set 2 | Set 3 | Set 4 | Set 5 |
| ---------- | ---------------- | ----- | ---------------- | ----------------- | ----- | ----- | ----- | ----- | ----- |
| 3 de marzo | Personal Bolívar | 3 - 0 | Gigantes del Sur | Rep. de Venezuela | 25-18 | 25-17 | 25-23 |       |       |
| 7 de marzo | Gigantes del Sur | 0 - 3 | Personal Bolívar | Ruca Ché          | 21-25 | 25-27 | 20-25 |       |       |

### Semifinales
| Fecha       | Local         | Resul | Visitante     | Estadio      | Set 1 | Set 2 | Set 3 | Set 4 | Set 5 |
| ----------- | ------------- | ----- | ------------- | ------------ | ----- | ----- | ----- | ----- | ----- |
| 17 de marzo | UPCN San Juan | 3 - 0 | Obras (SJ)    | Aldo Cantoni | 25-18 | 25-20 | 25-18 |       |       |
| 19 de marzo | UPCN San Juan | 3 - 0 | Obras (SJ)    | Aldo Cantoni | 25-20 | 25-21 | 25-22 |       |       |
| 24 de marzo | Obras (SJ)    | 0 - 3 | UPCN San Juan | Aldo Cantoni | 19-25 | 17-25 | 21-25 |       |       |

| Fecha       | Local            | Resul | Visitante        | Estadio            | Set 1 | Set 2 | Set 3 | Set 4 | Set 5 |
| ----------- | ---------------- | ----- | ---------------- | ------------------ | ----- | ----- | ----- | ----- | ----- |
| 18 de marzo | Lomas Vóley      | 2 - 3 | Personal Bolívar | Microestadio Lomas | 26-24 | 25-20 | 22-25 | 21-25 | 12-15 |
| 20 de marzo | Lomas Vóley      | 0 - 3 | Personal Bolívar | Microestadio Lomas | 21-25 | 17-25 | 19-25 |       |       |
| 24 de marzo | Personal Bolívar | 3 - 0 | Lomas Vóley      | Rep. de Venezuela  | 25-12 | 25-22 | 25-20 |       |       |

### Final
| Fecha       | Local            | Resul | Visitante        | Estadio                | Set 1 | Set 2 | Set 3 | Set 4 | Set 5 |
| ----------- | ---------------- | ----- | ---------------- | ---------------------- | ----- | ----- | ----- | ----- | ----- |
| 31 de marzo | UPCN San Juan    | 3 - 1 | Personal Bolívar | Aldo Cantoni           | 25-23 | 29-27 | 23-25 | 25-23 |       |
| 2 de abril  | UPCN San Juan    | 3 - 2 | Personal Bolívar | Aldo Cantoni           | 25-21 | 12-25 | 25-22 | 19-25 | 15-11 |
| 7 de abril  | Personal Bolívar | 3 - 0 | UPCN San Juan    | República de Venezuela | 25-20 | 32-30 | 25-16 |       |       |
| 9 de abril  | Personal Bolívar | 3 - 2 | UPCN San Juan    | República de Venezuela | 25-17 | 25-20 | 20-25 | 21-25 | 15-13 |
| 14 de abril | UPCN San Juan    | 3 - 1 | Personal Bolívar | Aldo Cantoni           | 21-25 | 25-21 | 25-17 | 25-22 |       |

| boder                       |
| Campeón UPCN San Juan Vóley |
| Sexto título                |

## Plantel campeón
Fuente: Web ACLAV.
| - 1 Pablo Guzmán - 2 Joan Sommerville - 3 Diego Almarcha - 4 Sebastián Garrocq - 5 Gustavo Molina - 6 Mariano Vildosola - 7 Nikolay Uchikov - 8 Axel Jacobse - 9 Sebastián Brajkovic | - 10 Nicolás Lazo - 11 Nicolás Lazo - 12 Petar Krsmanovic - 13 Santiago Álvarez - 14 Javier Filardi - 15 Aleksiev Todor - 16 Agustín Frías - 17 Matías Salvo - 18 Martín Ramos - 19 Pablo Díaz Fassano |

Entrenador:  Fabián Armoa

## Otros torneos durante la temporada

### Torneo Pre Sudamericano
Se disputó el 24 y 25 de enero de 2015 bajo el nombre de Final Four Presudamericano "Copa Ciudad de Bolívar" y tuvo como objetivo clasificar un equipo para el Campeonato Sudamericano de 2016. UPCN San Juan Vóley ya estaba clasificado como campeón de la anterior liga nacional.
Los cuatro cupos en el torneo fueron para el subcampeón de la temporada pasada, el campeón de la Copa ACLAV de esta temporada y los dos mejores de la presente temporada en la liga al concluir la primera rueda de la misma y al haberse enfrentado todos los equipos entre sí una vez.
El primer cupo fue para el subcampeón de la temporada pasada, Personal Bolívar, mientras que el cupo correspondiente a la Copa ACLAV fue para Lómas Vóley ya que el campeón y subcampeón estaban o ya clasificados al Sudamericano o al Pre Sudamericano. Concluidas nueve jornadas de la liga en el quinto weekend, se definieron los dos restantes cupos. A pesar de que restaba disputarse una fecha más, matemáticamente quedaron definidos Ciudad Vóley y Obras de San Juan.
Personal Bolívar se hizo con la copa y el pasaje al torneo sudamericano tras vencer en la final a Lomas Vóley en cinco sets.
|  | Semifinales      | Semifinales      |   |              | Final            | Final |  |
|  |                  |                  |   |              |                  |       |  |
|  |                  |                  |   |              |                  |       |  |
|  |                  |                  |   |              |                  |       |  |
|  | Lomas Vóley      | 3                |   |              |                  |       |  |
|  | Ciudad Vóley     | 0                |   |              |                  |       |  |
|  |                  |                  |   |              |                  |       |  |
|  |                  |                  |   |              |                  |       |  |
|  |                  |                  |   |              | Lomas Vóley      | 2     |  |
|  |                  | Personal Bolívar | 3 |              |                  |       |  |
|  |                  |                  |   |              |                  |       |  |
|  |                  |                  |   |              |                  |       |  |
|  |                  |                  |   |              | Tercer lugar     |       |  |
|  |                  |                  |   |              |                  |       |  |
|  | Personal Bolívar | 3                |   | Ciudad Vóley | 0                |       |  |
|  | Obras UDAP Vóley | 0                |   |              | Obras UDAP Vóley | 3     |  |

Semifinales
| Fecha              | Local            | Resul | Visitante    | Set 1 | Set 2 | Set 3 | Set 4 | Set 5 |
| ------------------ | ---------------- | ----- | ------------ | ----- | ----- | ----- | ----- | ----- |
| 24 de enero, 19:00 | Lomas Vóley      | 3 - 0 | Ciudad Vóley | 25-15 | 33-31 | 25-20 |       |       |
| 24 de enero, 21:30 | Personal Bolívar | 3 - 0 | Obras UDAP   | 25-23 | 25-23 | 25-23 |       |       |

Tercer puesto
| Fecha              | Local        | Resul | Visitante  | Set 1 | Set 2 | Set 3 | Set 4 | Set 5 |
| ------------------ | ------------ | ----- | ---------- | ----- | ----- | ----- | ----- | ----- |
| 25 de enero, 19:00 | Ciudad Vóley | 0 - 3 | Obras UDAP | 19-25 | 21-25 | 23-25 |       |       |

Final
| Fecha              | Local       | Resul | Visitante        | Set 1 | Set 2 | Set 3 | Set 4 | Set 5 |
| ------------------ | ----------- | ----- | ---------------- | ----- | ----- | ----- | ----- | ----- |
| 25 de enero, 22:00 | Lomas Vóley | 2 - 3 | Personal Bolívar | 25-22 | 18-25 | 24-26 | 27-25 | 8-15  |

### Copa Desafío
Tuvo lugar entre el 22 y 23 de enero y de la misma participaron los cuatro mejores equipos que no disputaron el «Torneo Pre-Sudamericano». La copa se disputó en el Polideportivo Cooperativa de Tortuguitas, en la provincia de Buenos Aires. Gigantes del Sur se la adjudicó tras vencer en la final a La Unión de Formosa en cinco sets.
|  | Semifinales | Semifinales         | Semifinales      |                  |                     | Final               | Final | Final |  |
|  |             |                     |                  |                  |                     |                     |       |       |  |
|  |             |                     |                  |                  |                     |                     |       |       |  |
|  | 1           | La Unión de Formosa | 3                |                  |                     |                     |       |       |  |
|  | 1           | La Unión de Formosa | 3                |                  |                     |                     |       |       |  |
|  | 4           | Alianza Jesús María | 0                |                  |                     |                     |       |       |  |
|  | 4           | Alianza Jesús María | 0                |                  | La Unión de Formosa | La Unión de Formosa | 2     |       |  |
|  |             |                     |                  |                  | La Unión de Formosa | La Unión de Formosa | 2     |       |  |
|  |             |                     | Gigantes del Sur | Gigantes del Sur | 3                   |                     |       |       |  |
|  | 3           | Pilar Vóley         | Gigantes del Sur | Gigantes del Sur | 3                   | 1                   |       |       |  |
|  | 3           | Pilar Vóley         |                  |                  |                     | 1                   |       |       |  |
|  | 2           | Gigantes del Sur    | 3                |                  |                     |                     |       |       |  |
|  | 2           | Gigantes del Sur    | 3                |                  |                     |                     |       |       |  |
|  |             |                     |                  |                  |                     |                     |       |       |  |

Semifinales
| Fecha              | Local        | Resul | Visitante        | Set 1 | Set 2 | Set 3 | Set 4 | Set 5 |
| ------------------ | ------------ | ----- | ---------------- | ----- | ----- | ----- | ----- | ----- |
| 23 de enero, 18:30 | La Unión (F) | 3 - 0 | Alianza (JM)     | 25-18 | 25-23 | 25-20 |       |       |
| 23 de enero, 20:30 | Pilar Vóley  | 1 - 3 | Gigantes del Sur | 25-23 | 22-25 | 20-25 | 25-27 |       |

Final
| Fecha              | Local        | Resul | Visitante        | Set 1 | Set 2 | Set 3 | Set 4 | Set 5 |
| ------------------ | ------------ | ----- | ---------------- | ----- | ----- | ----- | ----- | ----- |
| 24 de enero, 20:00 | La Unión (F) | 2 - 3 | Gigantes del Sur | 25-21 | 22-25 | 25-23 | 22-25 | 10-15 |

### Copa Argentina
Tuvo lugar una vez finalizada la fase regular y participaron de la misma aquellos equipos que no participaron de las semifinales, de manera que pudieran continuar con la competencia nacional, a pesar de estar eliminados de la pelea por el campeonato. En un comienzo se iba a llamar «Torneo clasificatorio a Copa Máster 2016».
Tras terminada la fase regular se dio a conocer como se disputó la copa. Tuvo tres etapas, un triangular disputado entre los tres equipos eliminados tras la fase regular, UNTreF Vóley, Alianza Jesús María-La Calera y Pilar Vóley donde los dos mejores avanzaron a la siguiente fase, y se sumaron a los eliminados en cuartos de final. Allí se disputaron dos nuevos triangulares. Los dos mejores de estos últimos triangulares disputaron la final. El campeón de la copa fue UNTreF Vóley, que venció en la final a Gigantes del Sur, en el Ruca Che de Neuquén.

#### Primera fase
| Pos. | Equipo                        | Partidos | Partidos | Partidos | Sets | Sets | Tantos | Tantos | Pts |
| Pos. | Equipo                        | PJ       | PG       | PP       | SG   | SP   | TG     | TP     | Pts |
| ---- | ----------------------------- | -------- | -------- | -------- | ---- | ---- | ------ | ------ | --- |
| 1.º  | UNTreF Vóley                  | 2        | 2        | 0        | 6    | 0    | 150    | 108    | 6   |
| 2.º  | Alianza Jesús María-La Calera | 2        | 1        | 1        | 3    | 3    | 131    | 135    | 3   |
| 3.º  | Pilar Vóley                   | 2        | 0        | 2        | 0    | 6    | 114    | 151    | 0   |

|  |                            |
|  | Clasificado a semifinales. |

| Partidos en el Centro Deportivo Municipal N.° 2, Tres de Febrero. | Partidos en el Centro Deportivo Municipal N.° 2, Tres de Febrero. | Partidos en el Centro Deportivo Municipal N.° 2, Tres de Febrero. | Partidos en el Centro Deportivo Municipal N.° 2, Tres de Febrero. | Partidos en el Centro Deportivo Municipal N.° 2, Tres de Febrero. | Partidos en el Centro Deportivo Municipal N.° 2, Tres de Febrero. | Partidos en el Centro Deportivo Municipal N.° 2, Tres de Febrero. | Partidos en el Centro Deportivo Municipal N.° 2, Tres de Febrero. | Partidos en el Centro Deportivo Municipal N.° 2, Tres de Febrero. |
| Fecha                                                             | Local                                                             | Resul                                                             | Visitante                                                         | Set 1                                                             | Set 2                                                             | Set 3                                                             | Set 4                                                             | Set 5                                                             |
| ----------------------------------------------------------------- | ----------------------------------------------------------------- | ----------------------------------------------------------------- | ----------------------------------------------------------------- | ----------------------------------------------------------------- | ----------------------------------------------------------------- | ----------------------------------------------------------------- | ----------------------------------------------------------------- | ----------------------------------------------------------------- |
| 8 de marzo                                                        | UNTreF Vóley                                                      | 3 - 0                                                             | Pilar Vóley                                                       | 25-17                                                             | 25-17                                                             | 25-19                                                             |                                                                   |                                                                   |
| 9 de marzo                                                        | Alianza Jesús María                                               | 3 - 0                                                             | Pilar Vóley                                                       | 26-24                                                             | 25-14                                                             | 25-23                                                             |                                                                   |                                                                   |
| 10 de marzo                                                       | UNTreF Vóley                                                      | 3 - 0                                                             | Alianza Jesús María                                               | 25-19                                                             | 25-17                                                             | 25-19                                                             |                                                                   |                                                                   |

#### Segunda fase

##### Zona 1
| Pos. | Equipo              | Partidos | Partidos | Partidos | Sets | Sets | Tantos | Tantos | Pts |
| Pos. | Equipo              | PJ       | PG       | PP       | SG   | SP   | TG     | TP     | Pts |
| ---- | ------------------- | -------- | -------- | -------- | ---- | ---- | ------ | ------ | --- |
| 1.º  | UNTreF Vóley        | 2        | 2        | 0        | 6    | 0    | 160    | 139    | 6   |
| 2.º  | La Unión de Formosa | 2        | 1        | 1        | 3    | 3    | 155    | 153    | 3   |
| 3.º  | PSM Vóley           | 2        | 0        | 2        | 0    | 6    | 131    | 154    | 0   |

|  |                         |
|  | Clasificado a la final. |

| Partidos en estadio Cincuentenario, Formosa. | Partidos en estadio Cincuentenario, Formosa. | Partidos en estadio Cincuentenario, Formosa. | Partidos en estadio Cincuentenario, Formosa. | Partidos en estadio Cincuentenario, Formosa. | Partidos en estadio Cincuentenario, Formosa. | Partidos en estadio Cincuentenario, Formosa. | Partidos en estadio Cincuentenario, Formosa. | Partidos en estadio Cincuentenario, Formosa. |
| Fecha                                        | Local                                        | Resul                                        | Visitante                                    | Set 1                                        | Set 2                                        | Set 3                                        | Set 4                                        | Set 5                                        |
| -------------------------------------------- | -------------------------------------------- | -------------------------------------------- | -------------------------------------------- | -------------------------------------------- | -------------------------------------------- | -------------------------------------------- | -------------------------------------------- | -------------------------------------------- |
| 15 de marzo                                  | La Unión (F)                                 | 3 - 0                                        | PSM Vóley                                    | 25-19                                        | 25-22                                        | 29-27                                        |                                              |                                              |
| 16 de marzo                                  | PSM Vóley                                    | 0 - 3                                        | UNTreF Vóley                                 | 18-25                                        | 23-25                                        | 22-25                                        |                                              |                                              |
| 17 de marzo                                  | La Unión (F)                                 | 0 - 3                                        | UNTreF Vóley                                 | 28-30                                        | 20-25                                        | 28-30                                        |                                              |                                              |

##### Zona 2
| Pos. | Equipo                        | Partidos | Partidos | Partidos | Sets | Sets | Tantos | Tantos | Pts |
| Pos. | Equipo                        | PJ       | PG       | PP       | SG   | SP   | TG     | TP     | Pts |
| ---- | ----------------------------- | -------- | -------- | -------- | ---- | ---- | ------ | ------ | --- |
| 1.º  | Gigantes del Sur              | 2        | 2        | 0        | 6    | 1    | 173    | 140    | 6   |
| 2.º  | Ciudad Vóley                  | 2        | 0        | 2        | 4    | 5    | 199    | 206    | 2   |
| 3.º  | Alianza Jesús María-La Calera | 2        | 0        | 2        | 2    | 6    | 155    | 181    | 1   |

|  |                         |
|  | Clasificado a la final. |

| Partidos en estadio Ruca Che, Neuquén. | Partidos en estadio Ruca Che, Neuquén. | Partidos en estadio Ruca Che, Neuquén. | Partidos en estadio Ruca Che, Neuquén. | Partidos en estadio Ruca Che, Neuquén. | Partidos en estadio Ruca Che, Neuquén. | Partidos en estadio Ruca Che, Neuquén. | Partidos en estadio Ruca Che, Neuquén. | Partidos en estadio Ruca Che, Neuquén. |
| Fecha                                  | Local                                  | Resul                                  | Visitante                              | Set 1                                  | Set 2                                  | Set 3                                  | Set 4                                  | Set 5                                  |
| -------------------------------------- | -------------------------------------- | -------------------------------------- | -------------------------------------- | -------------------------------------- | -------------------------------------- | -------------------------------------- | -------------------------------------- | -------------------------------------- |
| 18 de marzo                            | Gigantes del Sur                       | 3 - 0                                  | Alianza Jesús María                    | 25-17                                  | 25-10                                  | 25-20                                  |                                        |                                        |
| 19 de marzo                            | Ciudad Vóley                           | 3 - 2                                  | Alianza Jesús María                    | 23-25                                  | 25-22                                  | 25-23                                  | 18-25                                  | 15-13                                  |
| 20 de marzo                            | Gigantes del Sur                       | 3 - 1                                  | Ciudad Vóley                           | 25-23                                  | 26-24                                  | 22-25                                  | 25-21                                  |                                        |

#### Final
| Fecha       | Local            | Resul | Visitante    | Estadio  | Set 1 | Set 2 | Set 3 | Set 4 | Set 5 |
| ----------- | ---------------- | ----- | ------------ | -------- | ----- | ----- | ----- | ----- | ----- |
| 26 de marzo | Gigantes del Sur | 2 - 3 | UNTreF Vóley | Ruca Che | 25-22 | 16-25 | 25-22 | 21-25 | 11-15 |

## Reconocimientos finales
Durante la gala de cierre de la edición se nombraron y premiaron a los mejores equipos y jugadores.
Equipo ideal

Mejor Armador
 Sebastián Brajkovic (UPCN San Juan Vóley Club)
Mejor Opuesto
 Nikolay Uchikov (UPCN San Juan Vóley Club)
Mejores Centrales
 Martín Ramos (UPCN San Juan Vóley Club)
 Tiago Barth (Personal Bolívar)
Mejores Puntas Receptores
 Bruno Lima (Obras UDAP Vóley)
 Lisandro Zanotti (Lomas Vóley)
Mejor Líbero
 Alexis González (Personal Bolívar)

Premios individuales

Máximo Anotador
 Nikolay Uchikov (UPCN San Juan Vóley Club)
Mejor Jugador Nacional
 Nicolás Bruno (Personal Bolívar)
Mejor Jugador Extranjero
 Nikolay Uchikov (UPCN San Juan Vóley Club)
Jugador Revelación
 Bruno Lima (Obras UDAP Vóley)
MVP (Jugador Más Valioso) de la serie final
 Nikolay Uchikov (UPCN San Juan Vóley Club)

Premios de equipos o institucionales

- Mayor convocatoria: UPCN San Juan Vóley Club
- Mejor organización: La Unión de Formosa
- Mejor prensa: UNTreF Vóley
- Premio Fair Play: Alianza Jesús María - La Calera
- Distinción Vóley Positivo: Lomas Vóley
- Mejor Streaming: La Unión de Formosa
- Mejor gestión de identidad: UNTreF Vóley